# Высокий замок (газета)

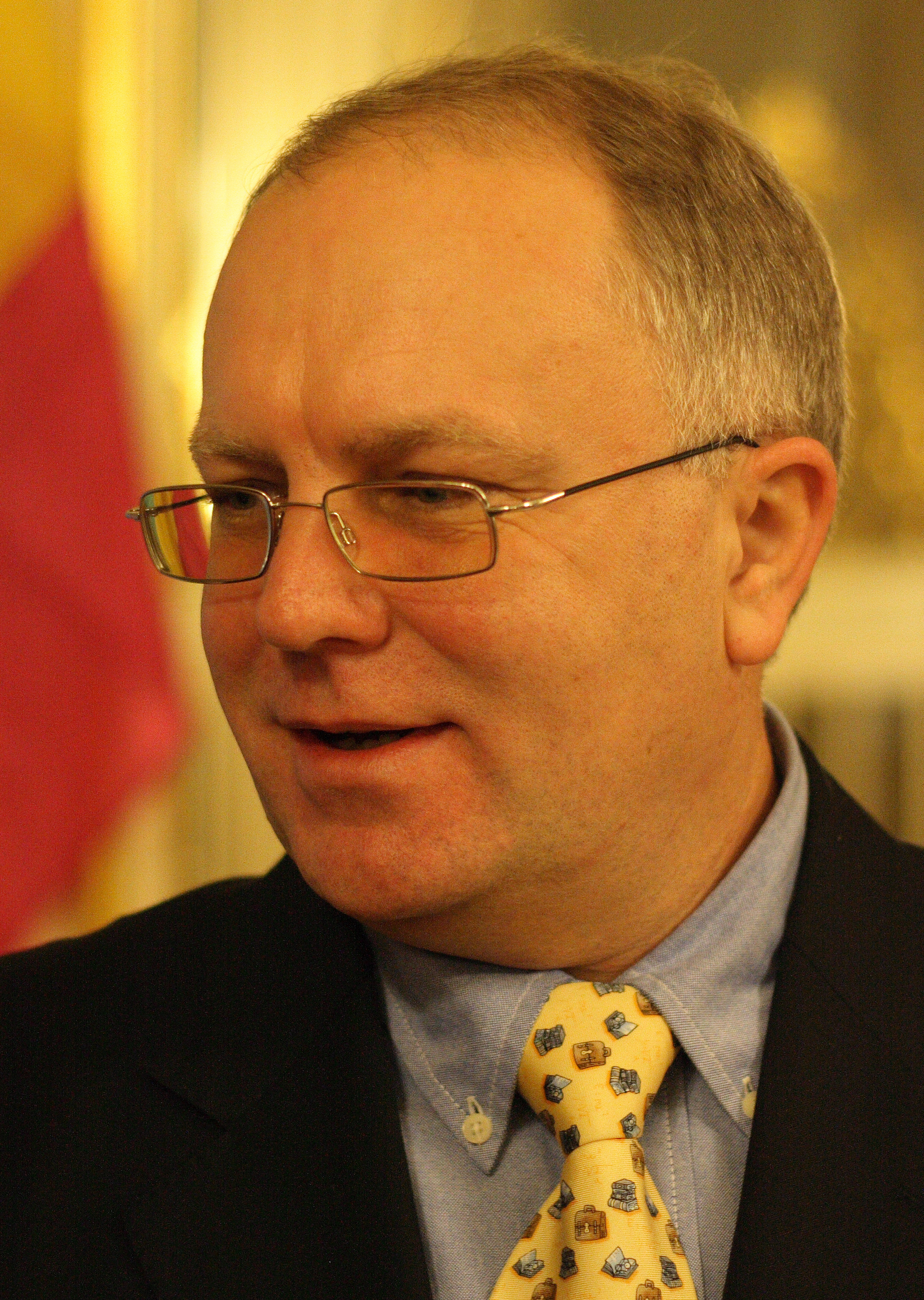
Степан Курпиль, главный редактор «Высокого замка» в 1991—2006 годах

«Высо́кий за́мок» (укр. Високий замок) — ежедневная газета, издаваемая во Львове; всеукраинское общественно-политическое издание.

## История

### Львовская правда
Газета была создана в 1946 году под названием «Львовская правда» как орган Львовского областного комитета Компартии и выходила на русском языке.

### В независимой Украине
В результате потери Компартией власти, её имущество было конфисковано. На базе «Львовской правды» 7 августа 1991 года было создано новое издание «Высокий замок» как орган Львовского областного совета и журналистского коллектива. В августе 1991 — марте 1992 года газета выходила на русском языке, а с марта 1992 стала выходить в двух вариантах — на украинском и русском языках. С 2015 года прекратился выпуск еженедельной газеты на русском языке.
Газета издаётся в формате А2 (субботний выпуск — в формате А3) и выходит 5 раз в неделю; на русском языке дублируется часть четвергового выпуска. Выпускаются региональные страницы «плюс Дрогобыччина», «плюс Самборщина», «плюс Стрыйщина» и «Леополис». Газета выпускает отдельные издания: «Життя і жінка», «Телезамок», «Добрий господар», «Добре здоров’я», «Добра кухня», «Неймовірні історії життя»; среди них наибольшим тиражом в 2007 году выходил издаваемый дважды в месяц «Добрий господар» — 187 тысяч экземпляров.
Первым редактором «Высокого замка» стал Степан Курпиль. В 1997 году Степан Курпиль предпринял приватизацию газеты, из состава учредителей был выведен Львовский областной совет. 50 % акций получила норвежская компания «Оркла Медиа А. С.», ещё 50 % акций разделили сотрудники газеты (акционерами стали только члены Национального союза журналистов Украины). Степан Курпиль назначил своим заместителем супругу — Наталья Балюк и к началу 2001 года выкупил большую часть акций сотрудников. После его избрания в 2006 году народным депутатом 5 созыва главным редактором стала Наталья Балюк, Степан Курпиль остался шеф-редактором и владельцем существенной доли издательского дома.
Важным нематериальным активом издательского дома является логотип, разработанный в начале 1990-х годов художницей Викторией Ковальчук и изображающий силуэт города Львова. Логотип используется киосками прессы, а также, в несколько измененной форме, многими другими организациями и предприятиями.

## Награды
В 2002 году издание получило премию имени Герда Буцериуса «Свободная пресса Восточной Европы».